# Kirghizistan al Turkvision Song Contest
Il Kirghizistan ha partecipato a tutte le edizioni del Turkvision Song Contest a partire dal debutto del concorso nel 2013. La rete che cura le varie partecipazioni è la Piramida Television. Vanta una vittoria nel concorso del 2015.

## Partecipazioni
- Primo posto
- Secondo posto
- Terzo posto
- Ultimo posto

| Anno | Artista             | Canzone                 | Posizione           | Punti               | Note                |
| ---- | ------------------- | ----------------------- | ------------------- | ------------------- | ------------------- |
| 2013 | Çoro                | "Kaygyrba"              | 8                   | 183                 |                     |
| 2014 | Non-Stop            | "Seze bil" (Сезе бил)   | 4                   | 196                 |                     |
| 2015 | Jiidesh İdirisova   | "Kim bilet" (Ким билет) | 1                   | 194                 |                     |
| 2017 | Edizione cancellata | Edizione cancellata     | Edizione cancellata | Edizione cancellata | Edizione cancellata |
| 2020 | Ajganyš Abdieva     | Jupiter                 | 16                  | 176                 |                     |